# Cleve Livingston
John Cleve Livingston (ur. 24 maja 1947 w Los Angeles) – amerykański wioślarz, srebrny medalista olimpijski.

## Kariera
Wystąpił na igrzyskach olimpijskich w Meksyku w 1968, zajmując szóste miejsce w ósemkach. Na rozgrywanych cztery lata później igrzyskach olimpijskich w Monachium osada USA w składzie: Lawrence Terry, Franklin Hobbs, Pete Raymond, Tim Mickelson, Gene Clapp, Bill Hobbs, Cleve Livingston, Mike Livingston i Paul Hoffman (sternik) zdobyła srebrny medal w tej samej konkurencji. W finale uplasowali się o 2,67 sekundy za osadą Nowej Zelandii, a o 0,06 sekundy wyprzedzili osadę NRD. 
W ósemkach zdobył również złoty medal podczas igrzysk panamerykańskich w Winnipeg (1967). 
Kształcił się na Uniwersytecie Harvarda.
Partner z ósemki na IO 1972, Mike Livingston, jest jego młodszym bratem.